# Église Saint-Nicolas de Nérac
L'église Saint-Nicolas est une église catholique située place Saint-Nicolas, à Nérac, dans le département français de Lot-et-Garonne en France.

## Historique

### Première église Saint-Nicolas
Le bourg de Nérac s'est installé en rive gauche de la Baïse au IXe siècle. Un prieuré dépendant de l'abbaye de Condom y a été construit. En 1096, le pape Urbain II consacre l'église dédiée à saint Nicolas.
L'édifice s'est détérioré au cours du temps. Le clocher s'est effondré en 1697. À partir de 1749, son utilisation comme lieu de culte est interdit pour des raisons de sécurité. Les messes sont célébrées dans la chapelle des Cordeliers.
Les notables vont décider de reconstruire une nouvelle église à l'emplacement de l'ancienne église prieurale avec l'aide de l'intendant de Guyenne Claude-Louis-Aubert de Tourny, fils de Louis-Urbain-Aubert de Tourny.

### Construction de la nouvelle église

#### Première campagne de travaux

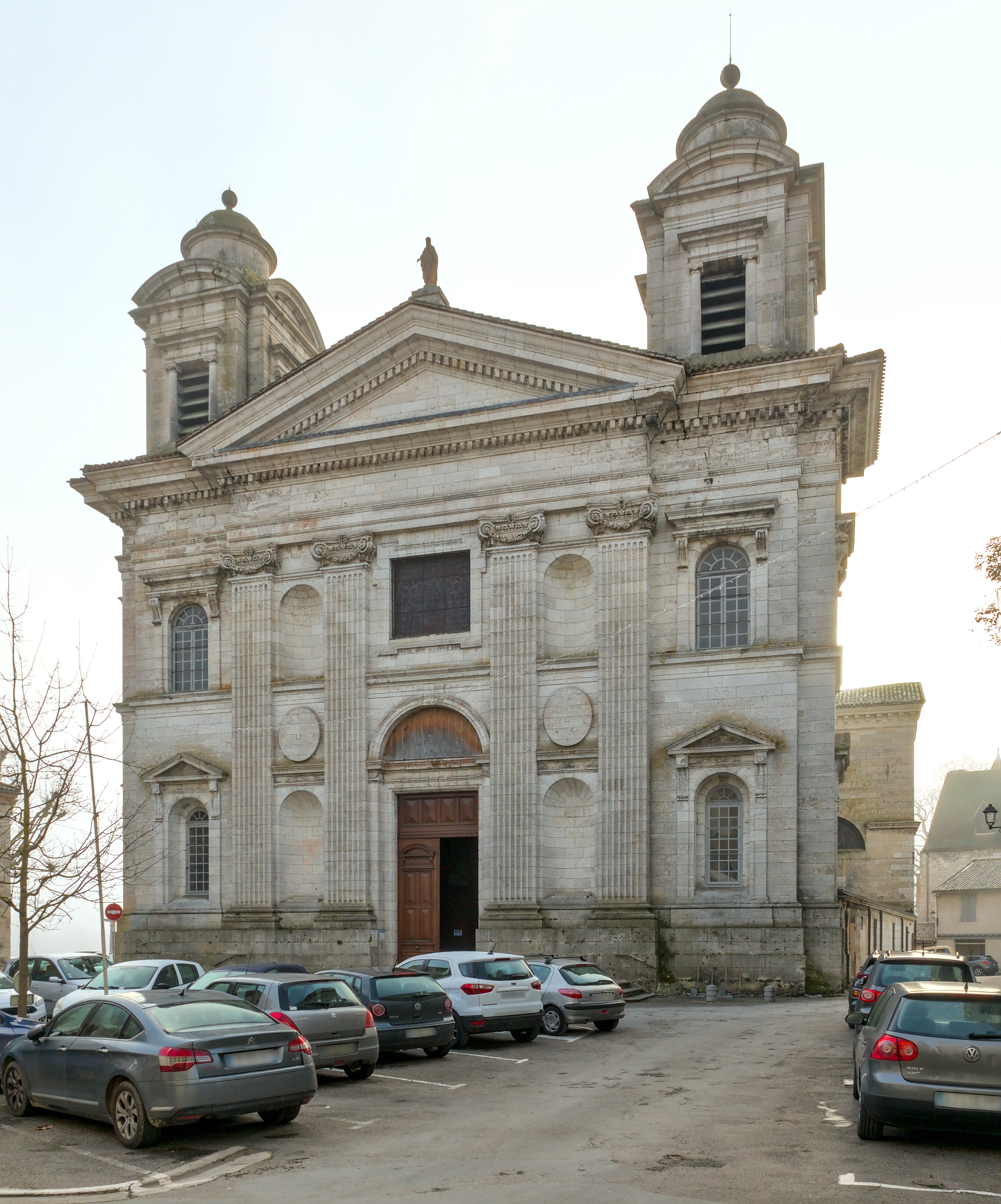
Façade

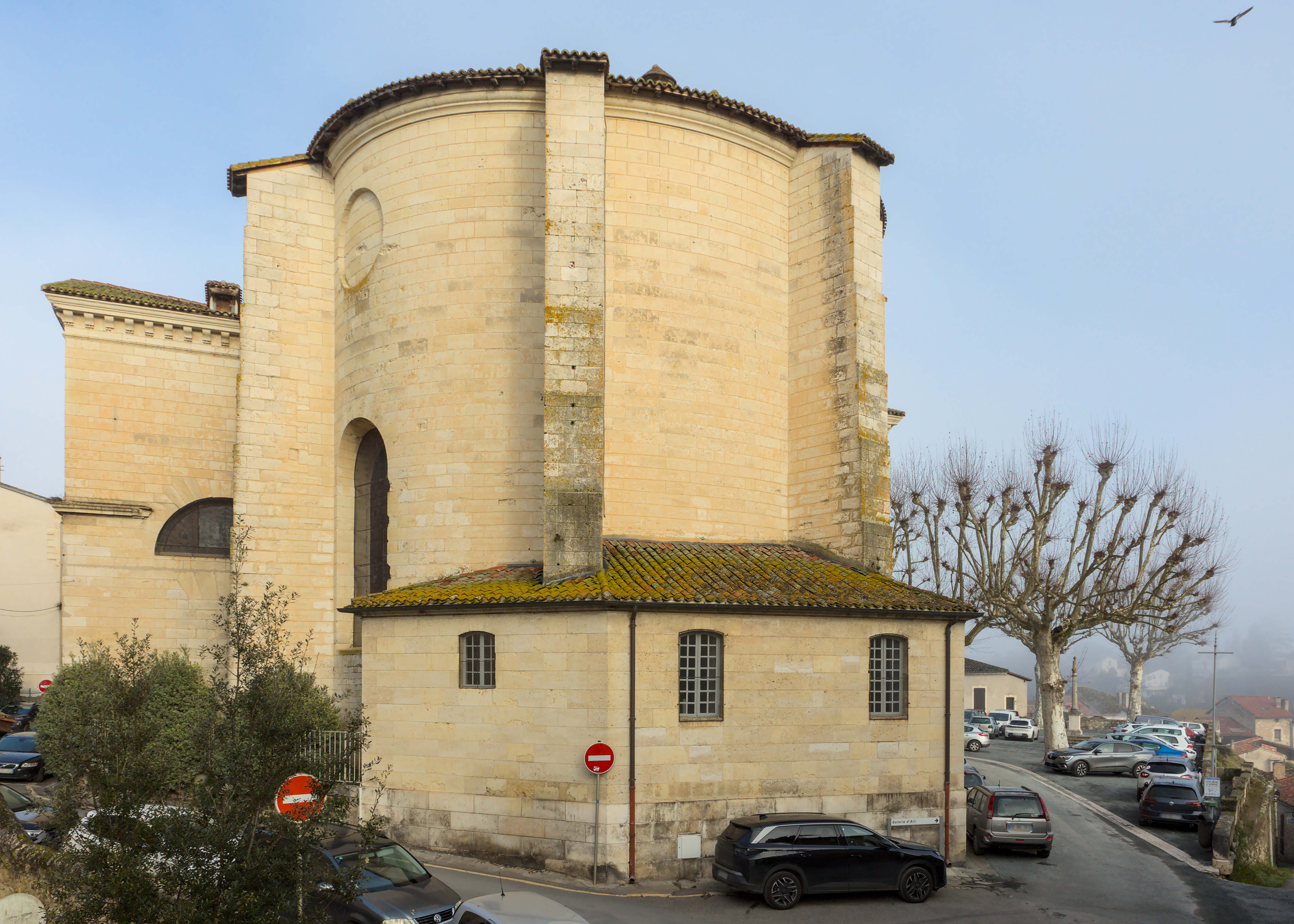
Abside

La construction de l'église Saint-Nicolas a été entreprise en 1758. La réalisation est financée par des taxes locales, en particulier, sur le vin. Elle est placée sous la direction d'un architecte local, probablement Dauzas dont le nom apparaît dans une requête au Conseil d'État, en 1759. Les premiers travaux sont commencés par des dons privés de l'intendant Claude-Louis de Tourny, des religieuses de l'hôpital de Nérac, du commandeur d'Argentens. Puis l'intendant a obtenu qu'une partie de l'imposition de la taille, de la capitation et du vingtième de l'arrondissement de Nérac soient affectées à cette construction. Les travaux sont interrompus en 1761 pour une raison inconnue.

#### Deuxième campagne de travaux
Les autorités locales s'adressent alors au nouvel intendant, Charles Robert Boutin. Ce dernier a pour architecte personnel l'architecte parisien François Dominique Barreau de Chefdeville, élève de Boffrand et adepte de l'architecture néo-classique, qui est revenu de Rome après 1753. Ayant séjourné à Rome avec Charles-Louis Clérisseau, Charles De Wailly et Marie-Joseph Peyre, il est un des tenants de l'architecture « à la grecque ». Il a retenu un parti en forme de croix latine avec un portail orné d'un ordre ionique français à pilastres colossaux en reprenant un parti adopté par l'architecte Servandoni pour l'église Saint-Sulpice de Paris. Après l'arrivée à Nérac de Sauvageot, employé de Barreau de Chefdeville, le 8 avril 1762, les travaux commencent. Après la mort de Barreau, en 1765, l'intendant de Bordeaux, Robert Boutin, nomme Oudot de Maclaurin, disciple de Barreau, pour terminer la construction de l'église Saint-Nicolas de Nérac. Il simplifie l'église pour en limiter le coût de construction. Robert Boutin quitte l'intendance de Bordeaux en 1766. L'argent manque et les travaux s'arrêtent en novembre 1767. La ville supprime les redevances des taxes sur le vin. Charles Robert Boutin a quitté Bordeaux en 1766 où il est remplacé par l'intendant François Fargès de Polisy qui s'intéresse plus au coût de l'église qu'à son architecture. Il va presser Oudot de Maclaurin de proposer des devis moins onéreux, en particulier pour le voûtement de l'église.

#### Suspension des travaux
Le remplacement des officiers municipaux en 1765 fait entrer parmi les membres du bureau de l'église des descendants d'anciennes familles protestantes de Nérac. Ils vont jouer sur les protestations des habitants contre les impôts levés pour la construction de l'église pour en retarder la construction. Les caisses sont vides.
Sauvageot quitte le chantier pour Paris car ses appointements ne sont pas payés. Un accord est finalement trouvé permettant son retour à Nérac le 27 avril 1769. Mais il y tombe gravement malade pendant l'hiver 1769.
Un nouvel intendant de la généralité de Bordeaux est nommé le 3 décembre 1770, Charles d'Esmangart. Il obtient du conseil du roi, en 1771, que la taxe sur le vin soit rétablie ainsi que les prélèvements sur les impôts et sur une partie de la dîme de l'évêché de Condom. Les travaux peuvent reprendre. L'intendant a demandé à Sauvageot, en décembre 1770, d'élever une voûte la plus économique possible

#### Troisième campagne de travaux
Les taxes sur le vin sont rétablies par ordonnance royale en 1771. Les travaux sont repris et durent jusqu'à la consécration suivant les plans de Sauvageot faits en tenant compte des inventions de Barreau entre 1760 et 1762, et des remarques de Maclaurin. Les clochers rappellent celui construit à l'église Saint-Sulpice de Paris par Maclaurin en 1768. Cependant Christine Beauvalot-Gouzi fait remarquer que les clochers apparaissent déjà dans le plan fait par Barreau de Chefdeville en 1761. Par ailleurs, dans la correspondance entre Sauvageot et Oudot de Maclaurin, il n'est jamais question des clochers. Ces clochers ont donc été réalisés suivant les plans de Barreau de Chefdeville de 1761 et Oudot de Maclaurin s'en est inspiré pour modifier les plans de Servandoni à l'église Saint-Sulpice.

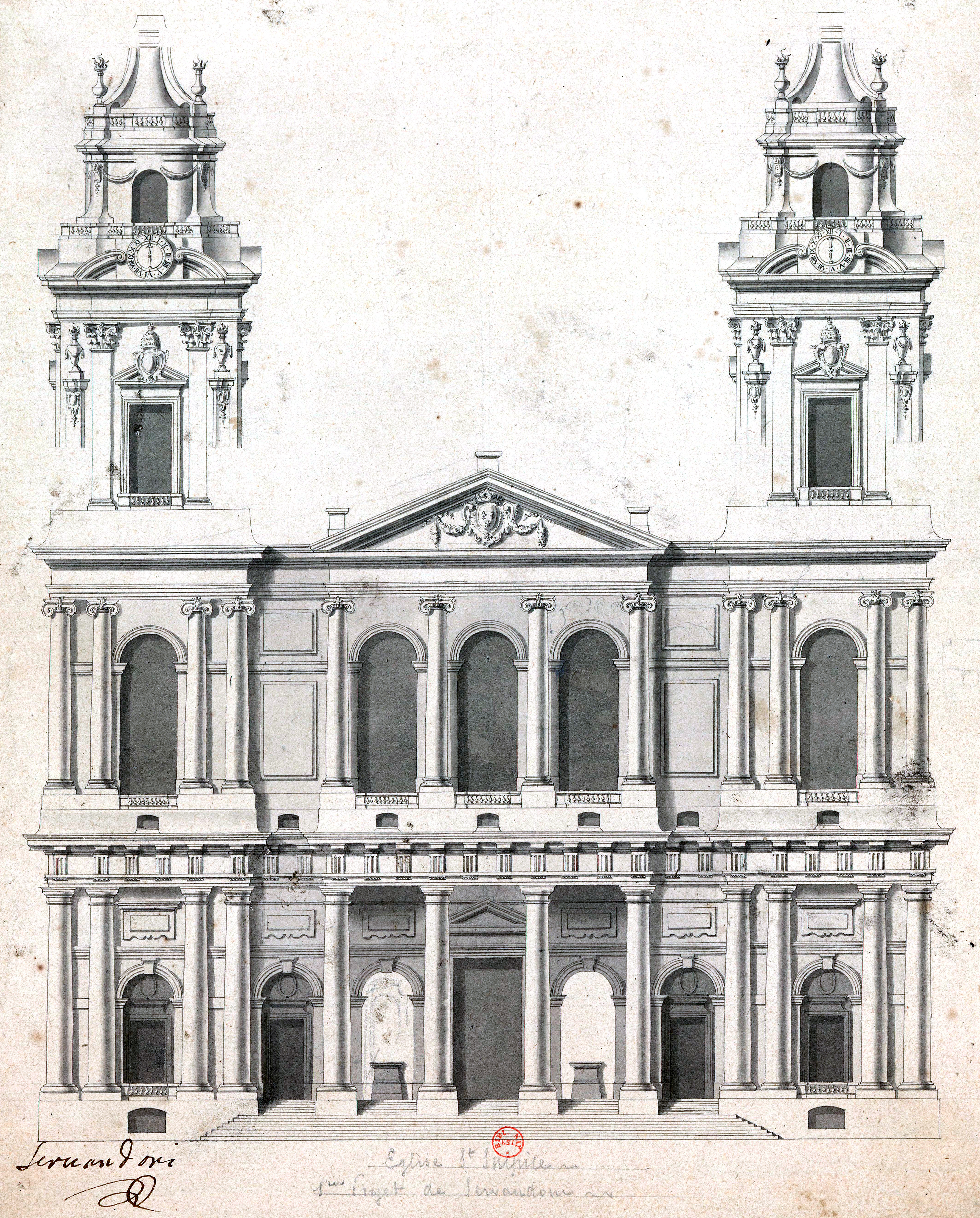
Premier projet de Servandoni pour l'église Saint-Sulpice
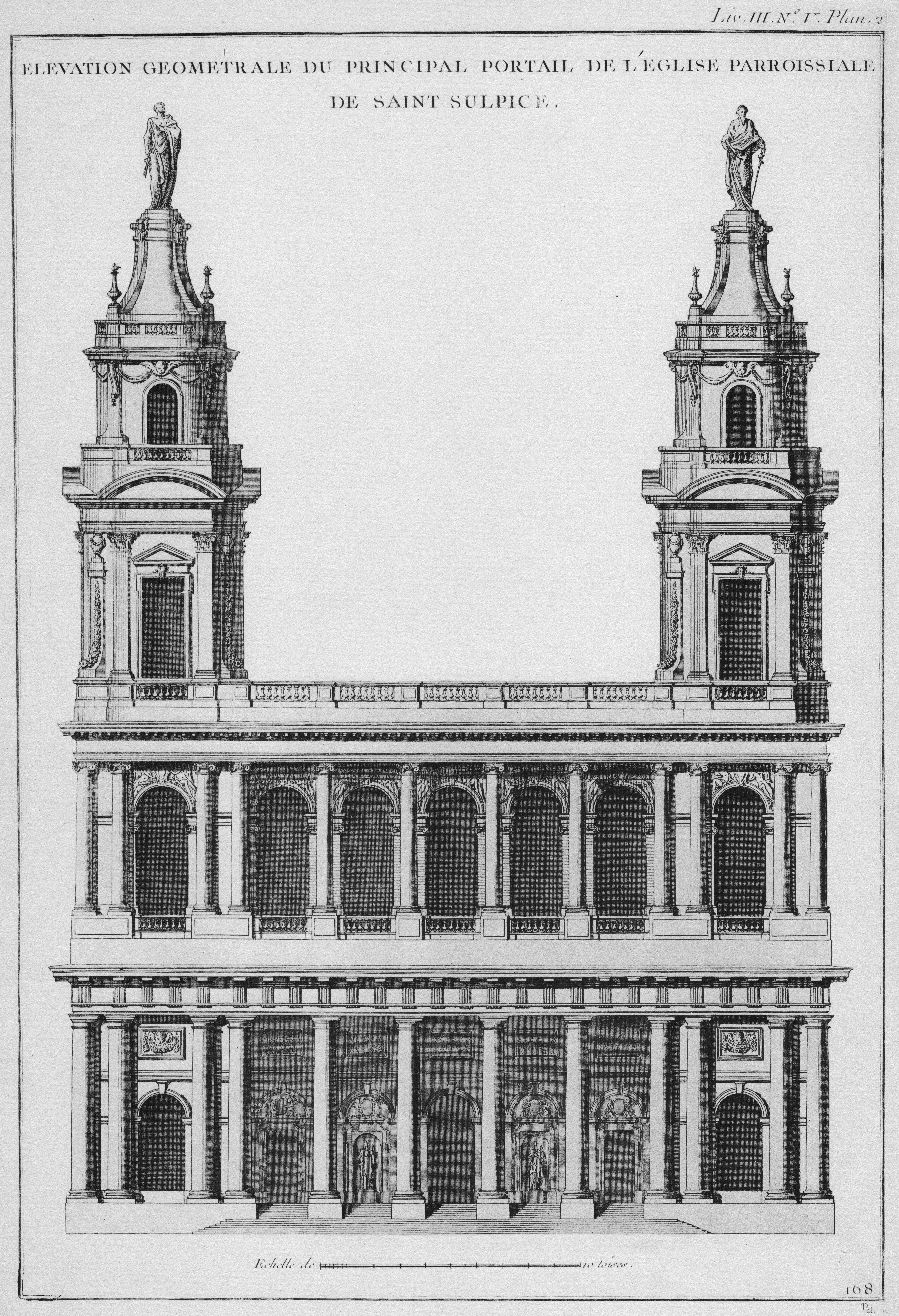
Dernier projet de Servandoni pour la façade de l'église Saint-Sulpice
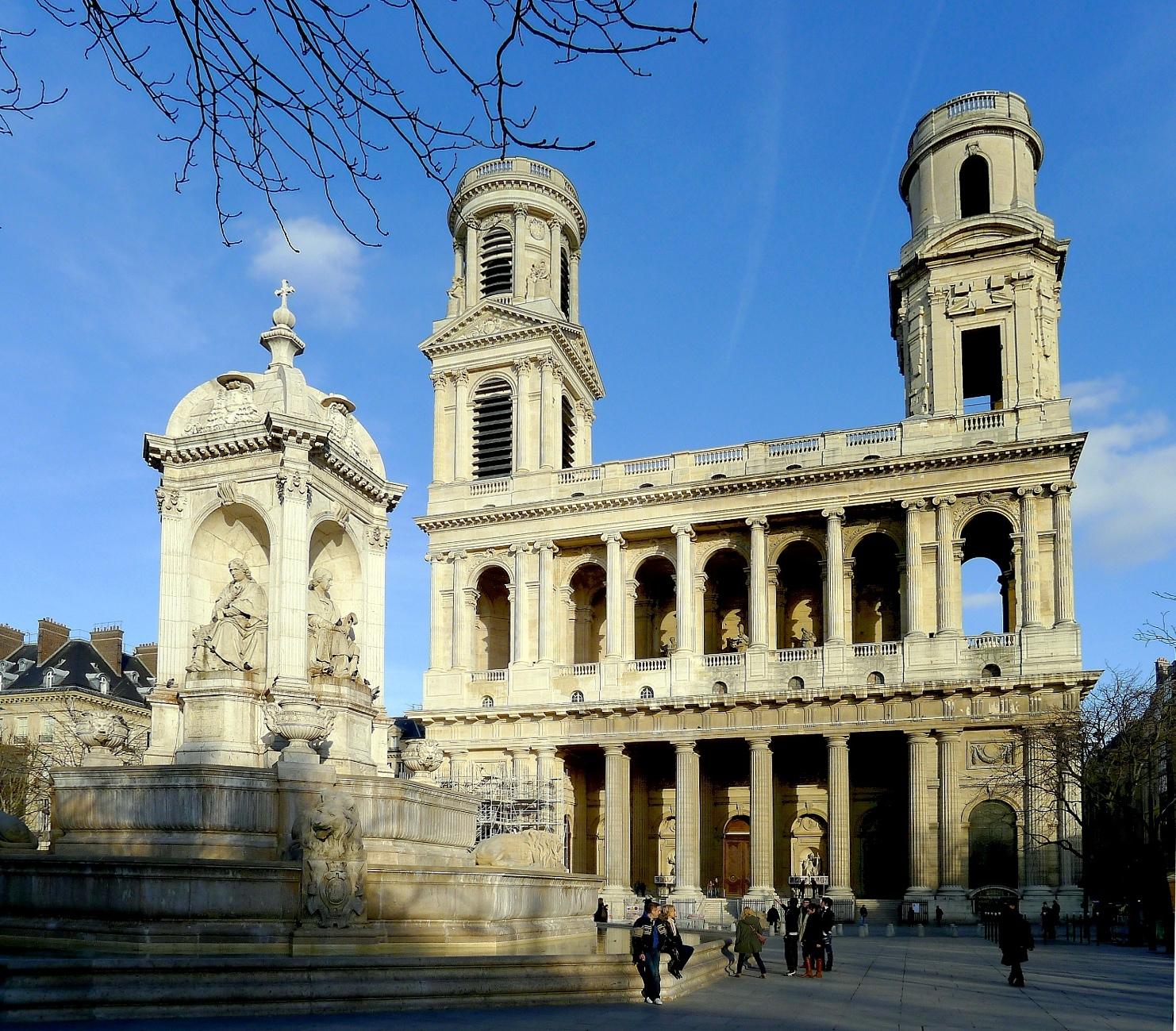
Église Saint-Sulpice. À droite, la tour-clocher réalisée par Oudot de Maclaurin. À gauche, celle réalisée par Jean-François-Thérèse Chalgrin
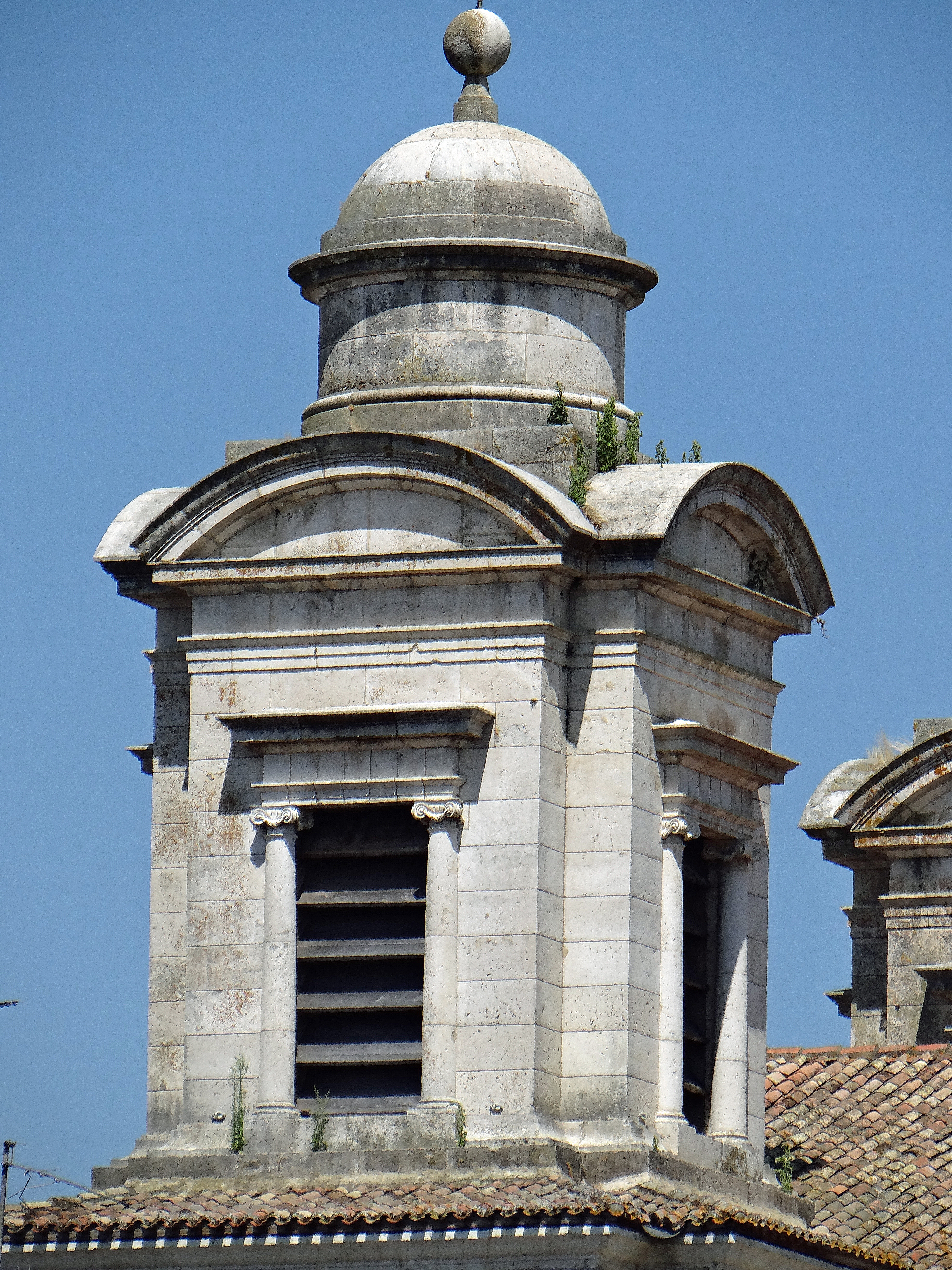
Tour-clocher de l'église Saint-Nicolas

La construction a été dirigée sur place par l'architecte parisien Jean Sauvageot. 
On connaît 8 plans de l'église :
- 4 conservés dans une collection particulière. Une coupe, profil et élévation du portail, de la tribune et de la chapelle des fonts porte la date du 15 octobre 1561. Il est signé par un des commissaires du bureau de Nérac. On peut y voir les clochers. Deux autres plans concernent les chapelles du transept et sont datés du 20 octobre 1762.
- 4 réalisés par Sauvageot en 1771, conservés aux Archives nationales. Ils reprennent la plupart des idées de Barreau de Chefdeville.

Pour continuer à financer la construction, l'octroi sur les vins est prolongé en octobre 1778, une aide est prélevée sur les loteries royales en 1781.
Dates d'avancement de la construction de l'église :
- début de la réalisation de la voûte de la nef : 1773,
- frontons du transept, murs-boutants extérieurs : 1775,
- voûtes des chapelles terminées : printemps 1776,
- voûte du chœur commencée en 1776 est terminée en juin 1778 en même temps que le couvrement,
- sculpture des denticules de la frise extérieure : 1782,
- finitions entre 1783 et 1787 : huisserie, verrières, mobilier.

Depuis février 1774, Sauvageot travaille pour l'Intendance à Bordeaux d'où il dirige le chantier par l'intermédiaire du chef de chantier Philippe Poiret.
En septembre 1778, le directeur général des Finances Necker répond à l'intendant de Bordeaux sur l'achèvement de l'église au moment de l'ouverture au culte : « Il suffirait de mettre cette église en état, d'y célébrer le service divin. [ … ] Il y a plus d'une église dans la capitale où on célèbre depuis longtemps l'office paroissial, quoique les ouvrages du dehors soient imparfaits. »
Le gros œuvre de l’église n’est pas entièrement terminé (les tours ne sont pas construites et les chapiteaux intérieurs ne sont pas sculptés) quand elle est consacrée par l’évêque de Condom, le 20 mars 1787. C'est le premier exemple en France d'église de style néo-palladien.

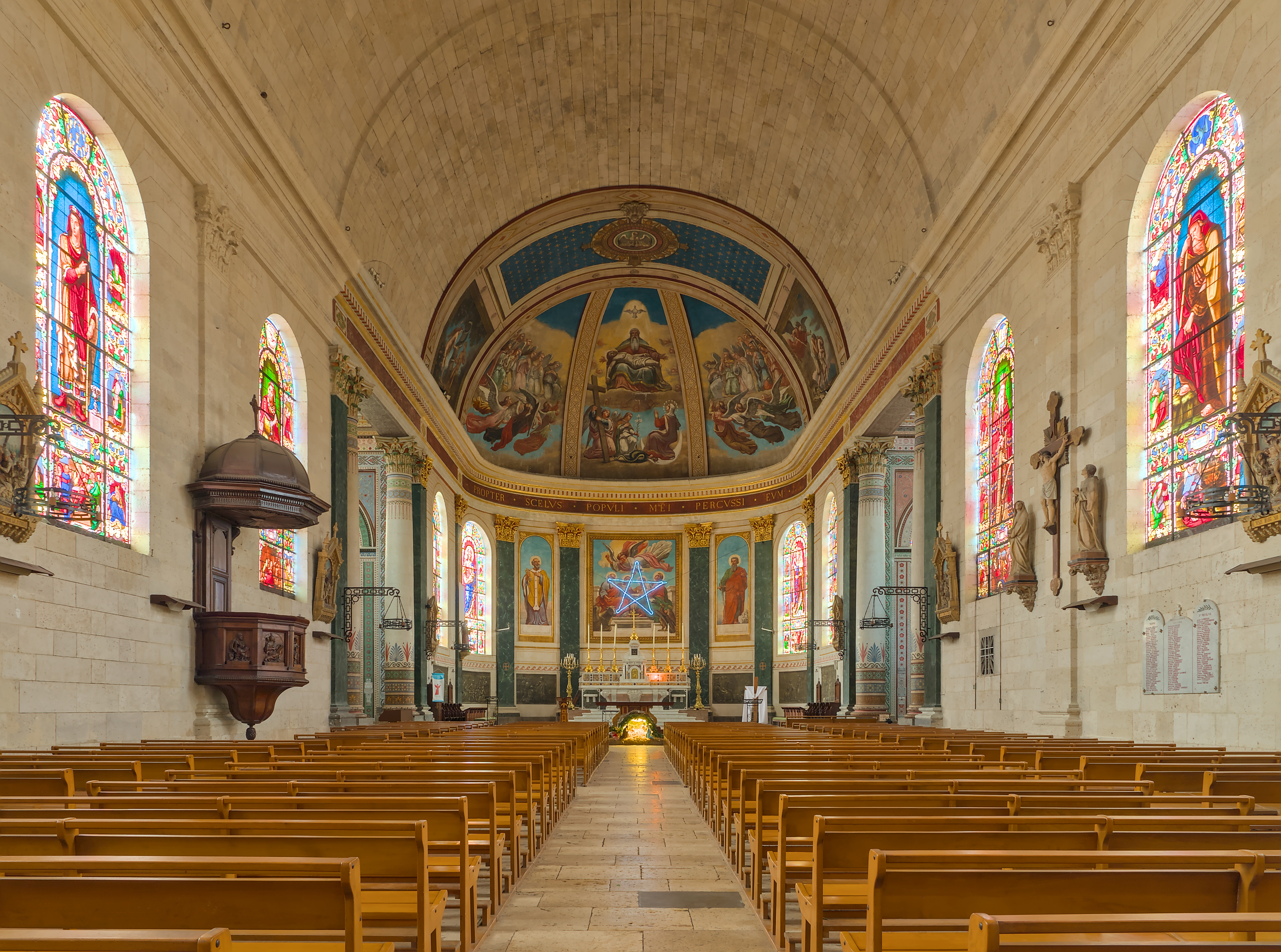
La nef avec sa décoration

#### Pendant la Révolution
Pendant la Révolution, elle devient un Temple à l'Être Suprême. Les catholiques ont récupéré l'église en 1795.

#### Quatrième campagne de travaux
Elle n'a été achevée qu’après 1852. Le curé Joseph-Emmanuel de Vivie obtient l'autorisation d'achever l'église en 1855. Les campaniles prévus sur les plans de 1771 et le plan de 1761 sont construits en 1855. Les chapiteaux corinthiens de la façade ainsi que la corniche très saillante qui porte le fronton datent du Second Empire. Les chapiteaux des pilastres intérieurs sont sculptés à la même époque. L'église est décorée en 1855-1856.
L'édifice est classé au titre des monuments historiques en 1988,.

## Décoration
Quand l'église a été ouverte au culte, elle n'avait aucune décoration intérieure, blanche et des verrières incolores, selon le goût du XVIIIe siècle.
Dans son rapport au Ministre de l'Intérieur de 1831 sur les monuments des départements de l'Oise, de l'Aisne, de la Marne, du Nord et du Pas-de-Calais, Ludovic Vitet rappelle que toutes les églises étaient peintes, y compris la lumière et indique que les dernières recherches sur les monuments de la Grèce antique montrent qu'ils étaient peints, y compris l'extérieur. À Agen, l'évêque Jean-Aimé de Levezou de Vesins a créé une commission diocésaine des monuments religieux pour diffuser auprès des prêtres la culture des arts. Il écrit une lettre-cirulaire aux curés de son diocèse touchant les restaurations des églises, en 1857. La peinture est considérée comme un élément de la catéchèse. On préfère la peinture murale et les vitraux à la peinture sur chevalet.
Le curé va choisir d'illustrer un discours autour des thèmes de la faute et du salut par le rachat de nos fautes par le sacrifice du Christ.
Les peintures murales du chœur représentant la Genèse, l'Adoration de la Trinité, les Évangélistes, saint Pierre et saint Paul, scènes de la vie du Christ et de saint Pierre et saint Paul, ont été réalisées en 1856 par le peintre Gustave Lassalle-Bordes (1815-1886). 

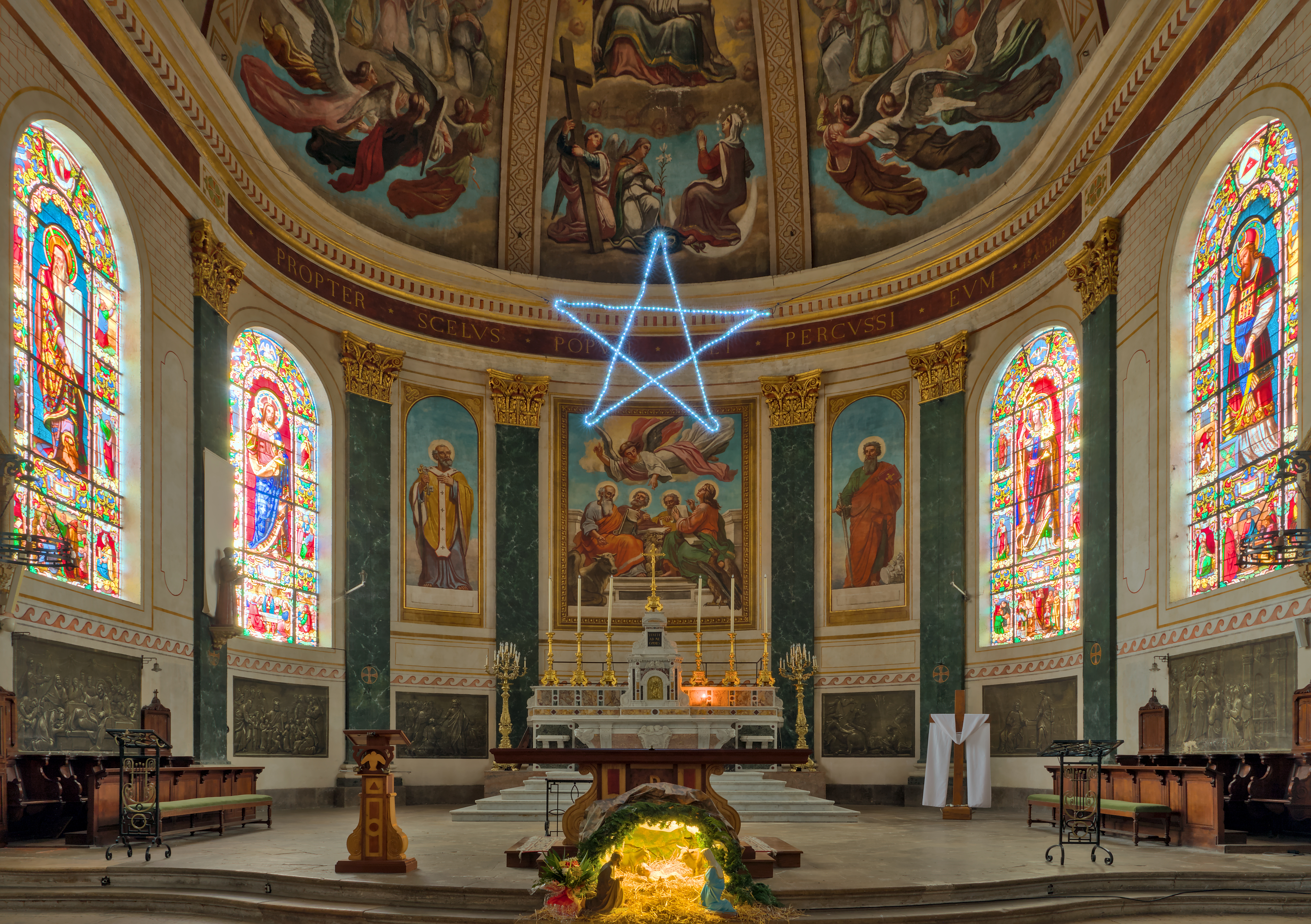
Le chœur
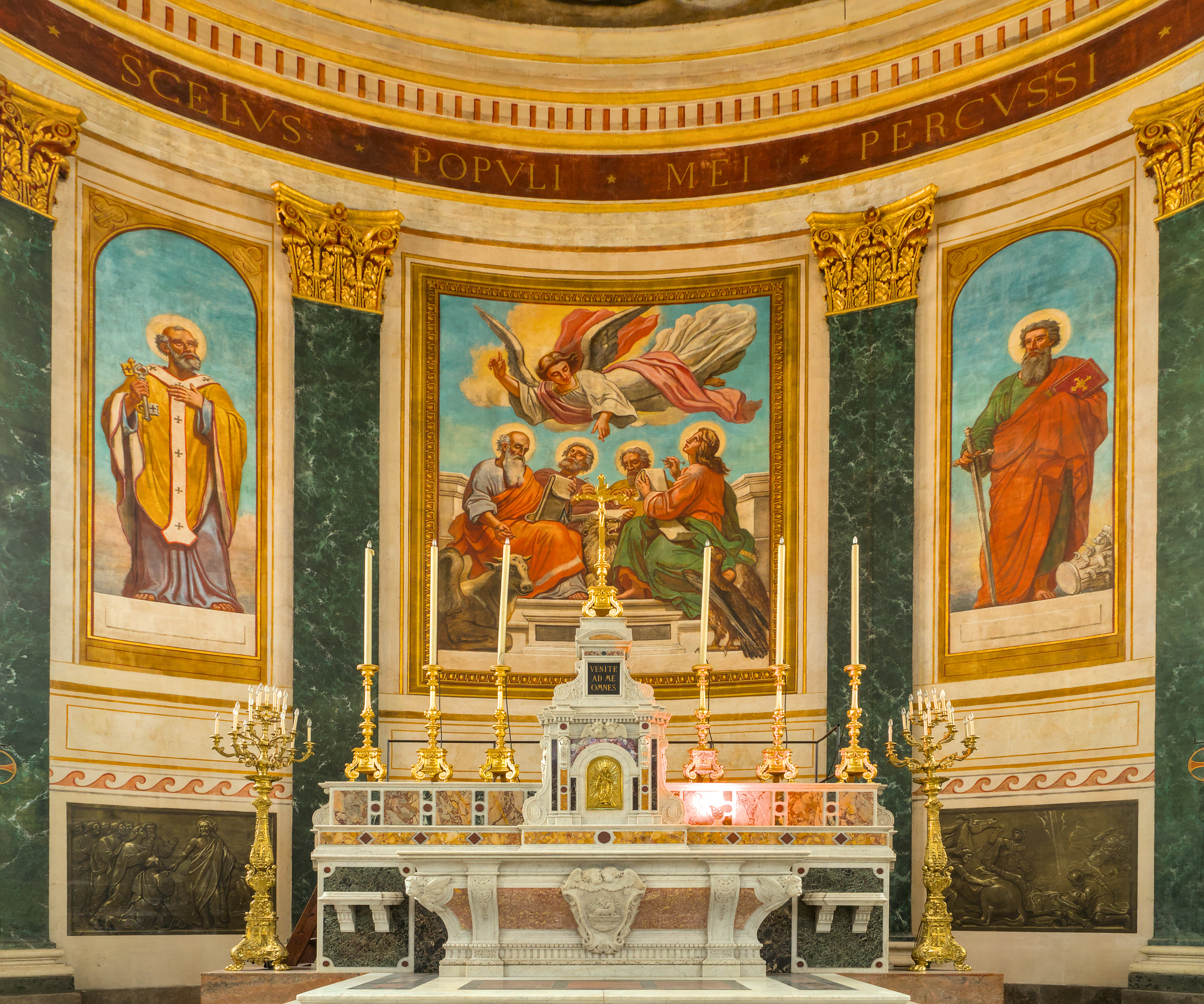
Les peintures centrales du chœur
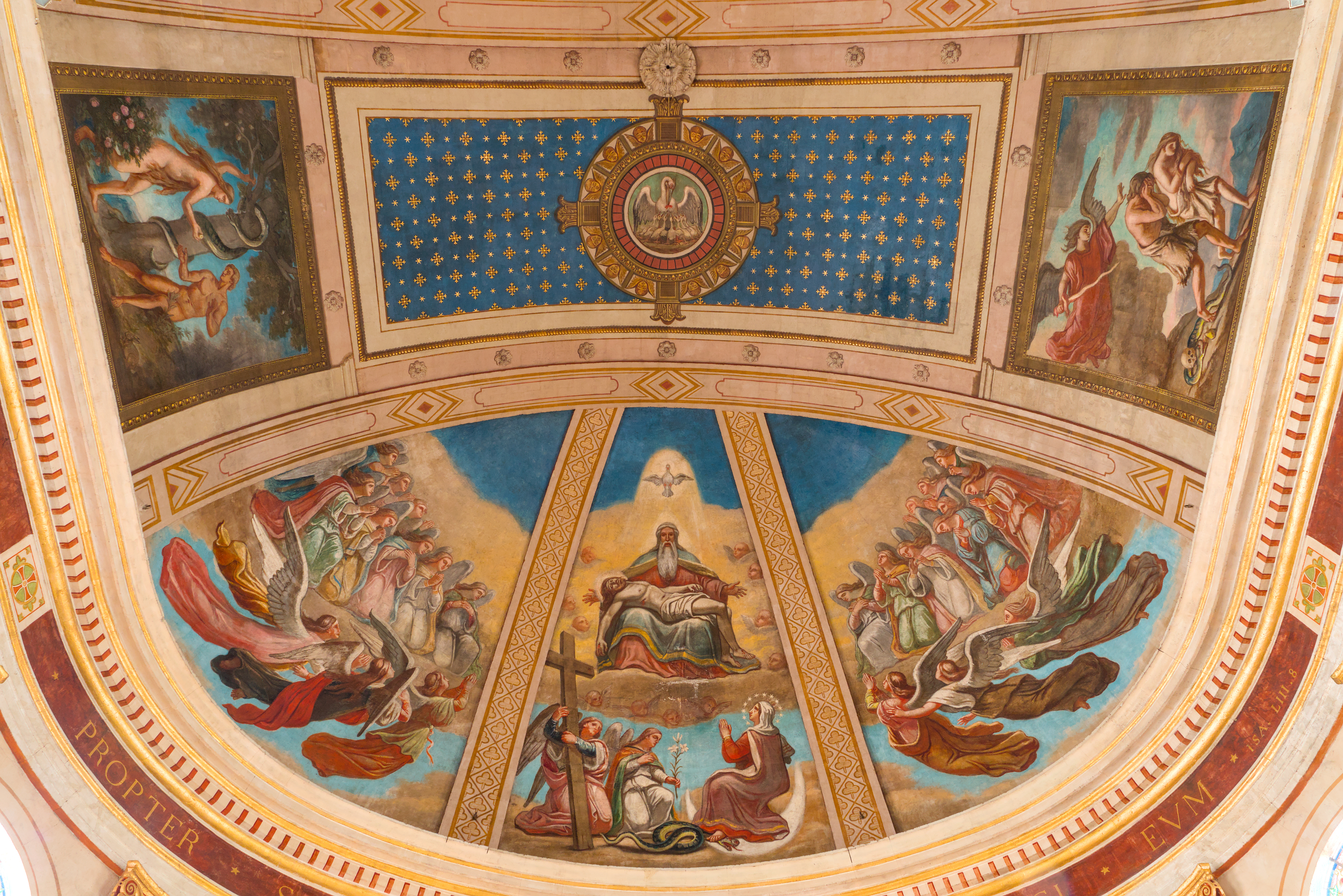
Décoration de la voûte de l'abside
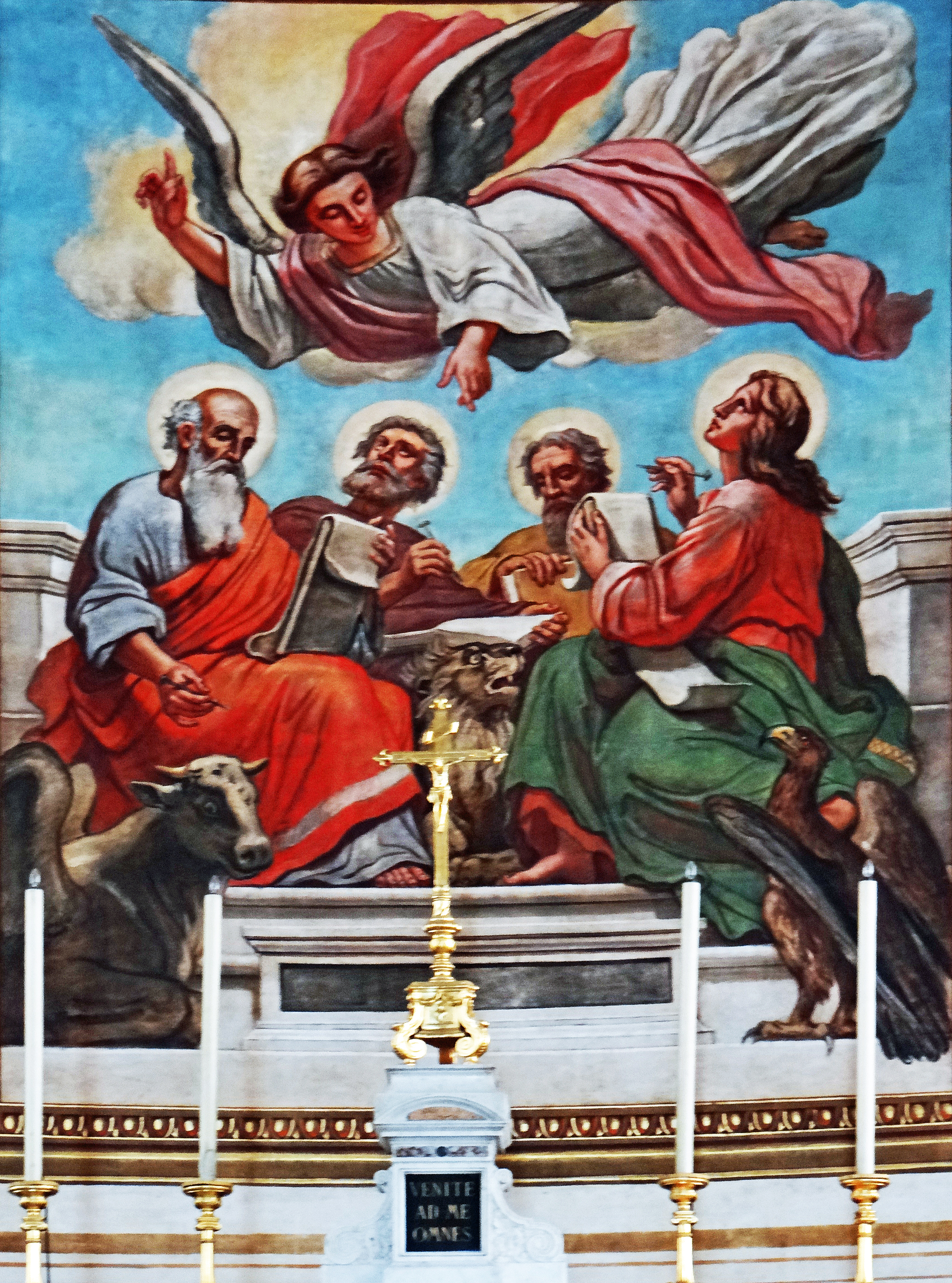
Peinture du chœur : les Évangélistes rédigeant les Évangiles

Les motifs peints des chapelles ont été réalisés par Victor Seignoret suivant des dessins de Joseph Villiet.

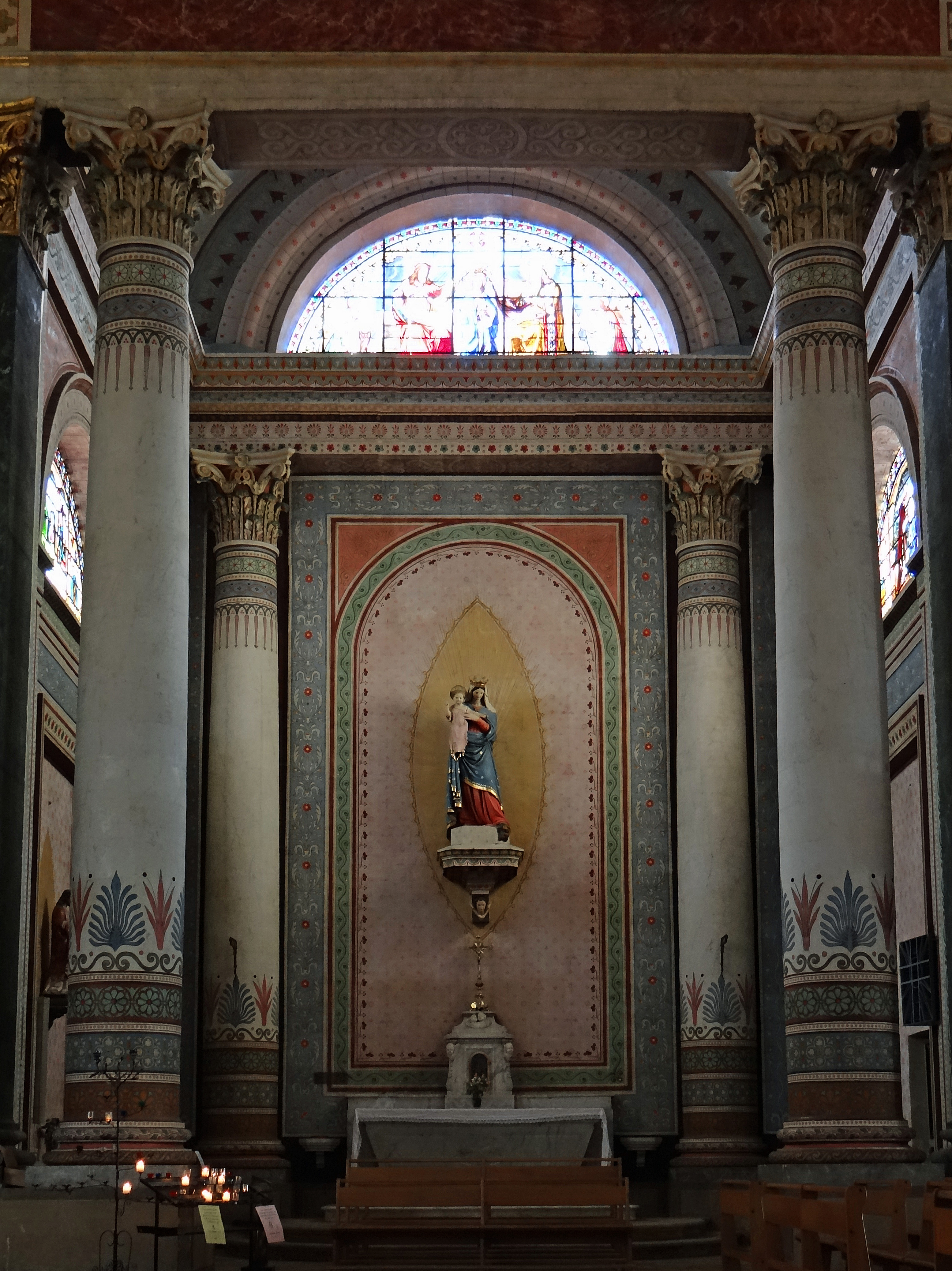
Chapelle de la Vierge
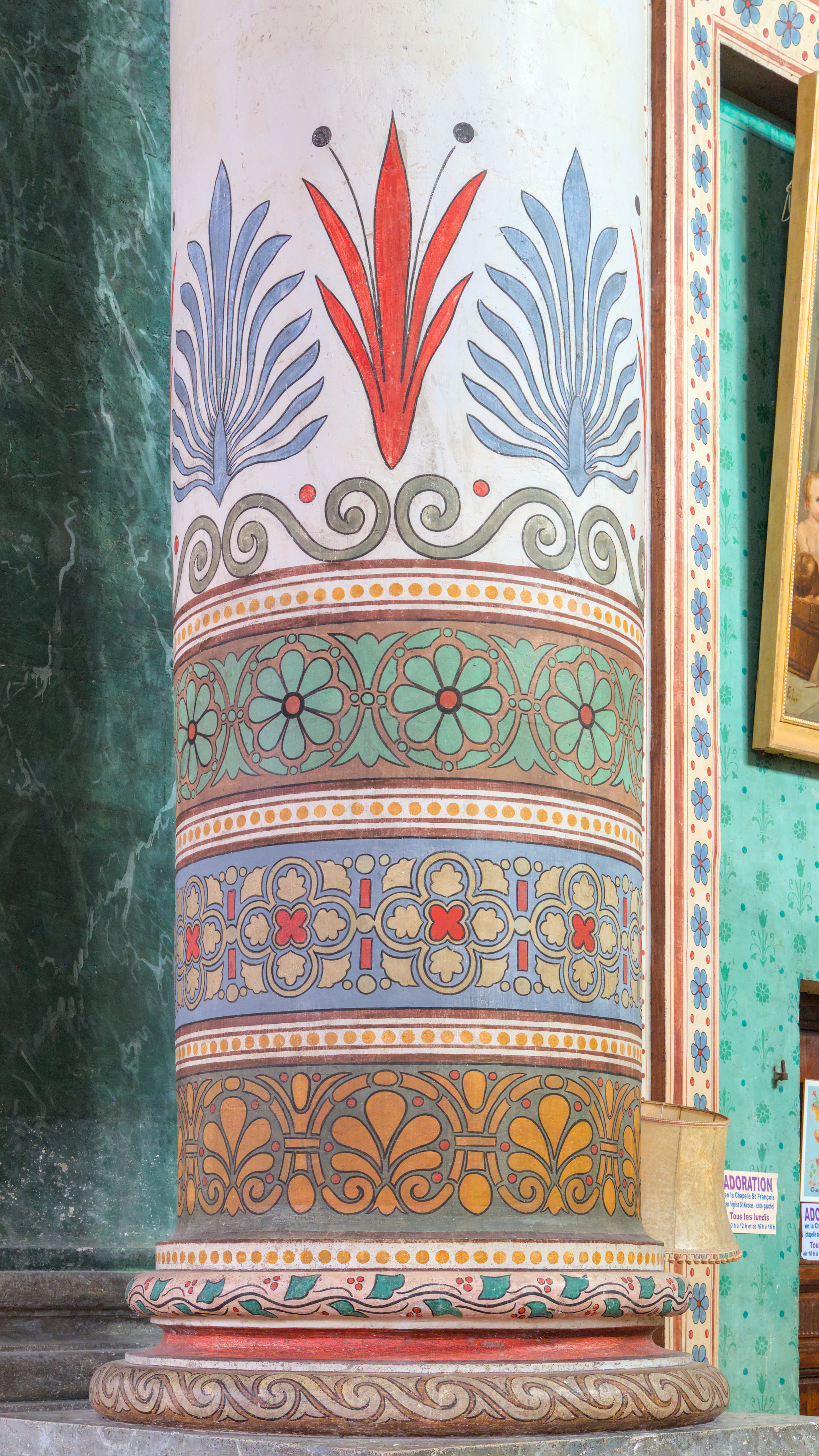
Une colonne peinte d'une chapelle latérale
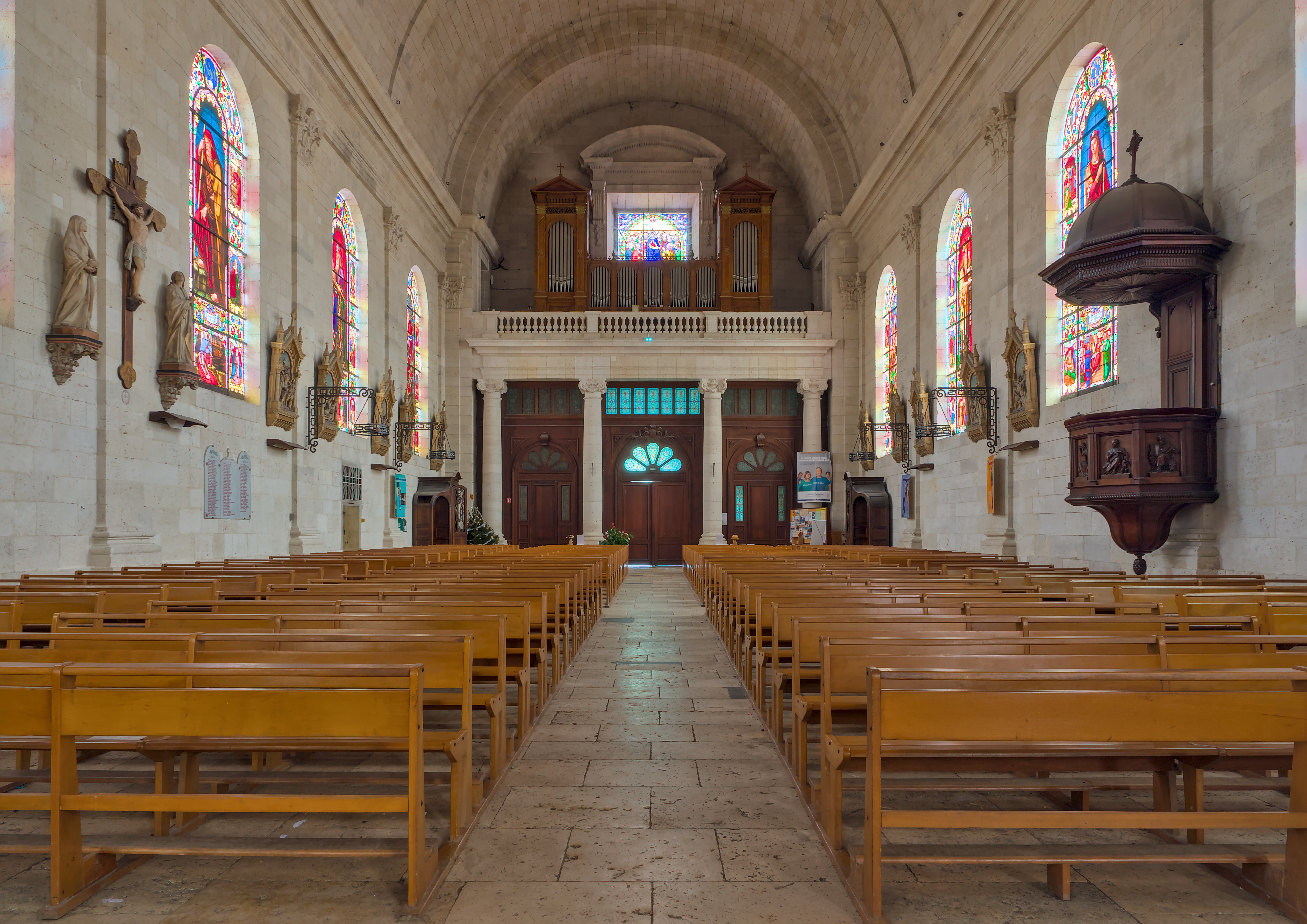
L'arrière de la nef.

Le thème du serpent tentateur se trouvant dans les peintures symbolise l'hérésie contre laquelle il fallait lutter. Dans une ville marquée par le protestantisme, ce thème n'était pas indifférent, d'autant que le curé avait fait graver autour du chœur la phrase du prophète Isaïe 53-8 : Propter scelus populi mei percussi eum (à cause du crime de mon peuple je l'ai frappé).
En 1997, un incendie dans la chaufferie, après la fin des travaux de réfection de la toiture, a entraîné la restauration complète de l'intérieur de l'église, y compris la remise à neuf de l'électricité et de l'éclairage. Cette restauration a permis de mettre en valeur la richesse des couleurs des peintures de Gustave Lassalle-Bordes.
Si l'architecture de l'église traduit un retour au style antique à la mode à la fin du XVIIIe siècle, la décoration reprend les caractéristiques du style Second Empire de la seconde moitié du XIXe siècle.

## Vitraux
L'église possède un ensemble de verrières réalisé entre 1856 et 1868 par le peintre-verrier bordelais Joseph Villiet. 
L'organisation des verrières est très différente de celle réalisée par Joseph Villiet dans d'autres églises. On trouve un grand personnage au centre entouré de petites scènes rappelant les épisodes principaux de sa vie. Joseph Villiet utilise souvent le vert et le rouge. Cette représentation a probablement été choisie par de Vivie pour poursuivre dans les vitraux les grands personnages représentés sur les fresques.
Le choix de personnages de l'Ancien Testament pour les verrières de la nef a été justifié par Vivie en 1856 : « tous sont figures de Notre Seigneur Jésus-Christ dans l'Eucharistie ».
Les vitraux de la nef représentent des personnages importants - patriarches, prophètes et rois - qui ont marqué l'histoire du peuple de Dieu. À partir du portail, à gauche, Abel (baie no 17), Melchisédech (baie no 15), Joseph (baie no 13) et Daniel (baie no 11), et à droite, Noé (baie no 18), Abraham (baie no 16), Élie (baie no 14) et David (baie no 12). Les personnages placés au centre des verrières sont entourés de scènes de sa vie et de grands saints de l'Église avec des citations bibliques. Les six premières verrières de la nef sont montées en 1856. Les deux dernières, David et Daniel, sont montées en 1862.
Les vitraux du chœur représentent le passage de l'Ancienne à la Nouvelle Alliance. À gauche, Moïse (baie no 3) qui a transmis la Loi, précède le Christ, Salvator Mundi (baie no 1), nouveau Moïse, qui donne l'Eucharistie. À droite, le grand prêtre Aaron (baie no 4) représenté avec des objets et des scènes du culte hébraïque, est suivi de l'Église (baie no 2) dispensant les sacrements et le Salut par le Christ.
L'église comprend deux chapelles latérales. À gauche, la chapelle saint Joseph où des vitraux représentant, saint Joseph charpentier, la mort de saint Joseph et le Christ au jardin des oliviers. À droite, la chapelle de la Vierge, avec Marie présentée au Temple, la communion de Marie, le couronnement de la Vierge par la Trinité.
Au-dessus de la porte d'entrée et de la tribune, représentation de la Pentecôte, l'Esprit-Saint descend sur la Vierge et les apôtres. Le vitrail du Pressoir mystique qui se trouvait au-dessus de la porte a disparu.

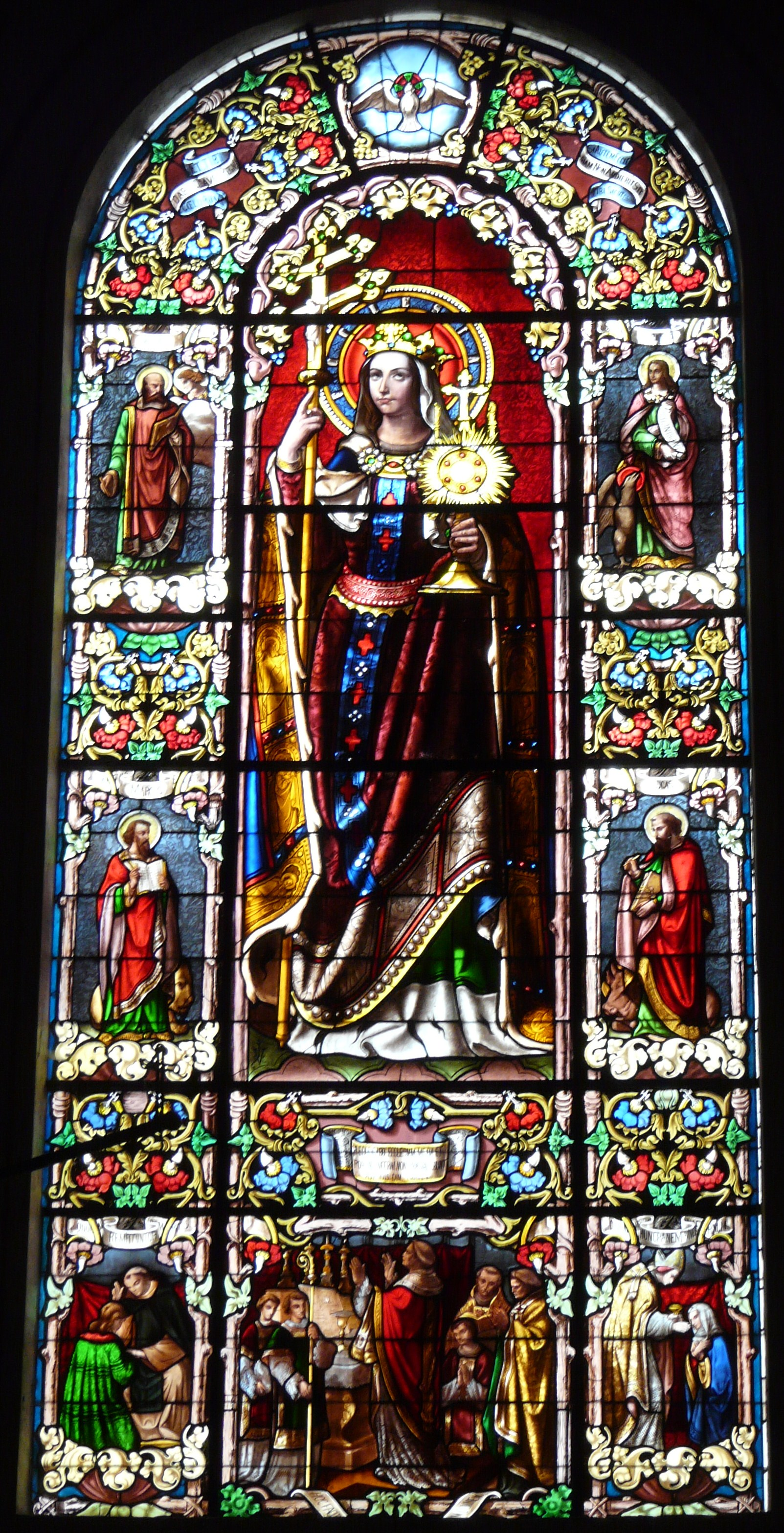
Chœur : Allégorie de l'Église (baie no 2)
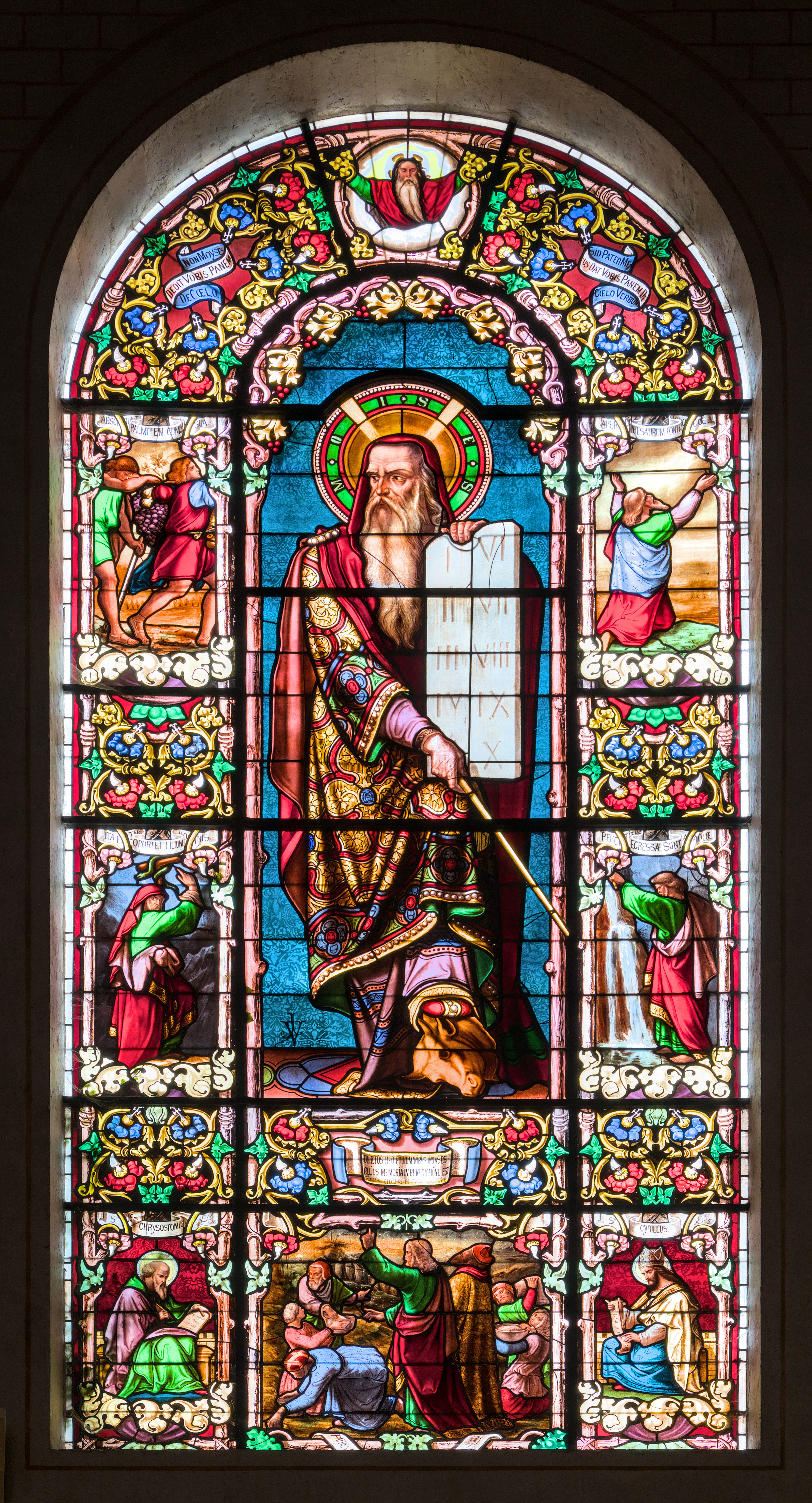
Chœur : Moïse (baie no 3)
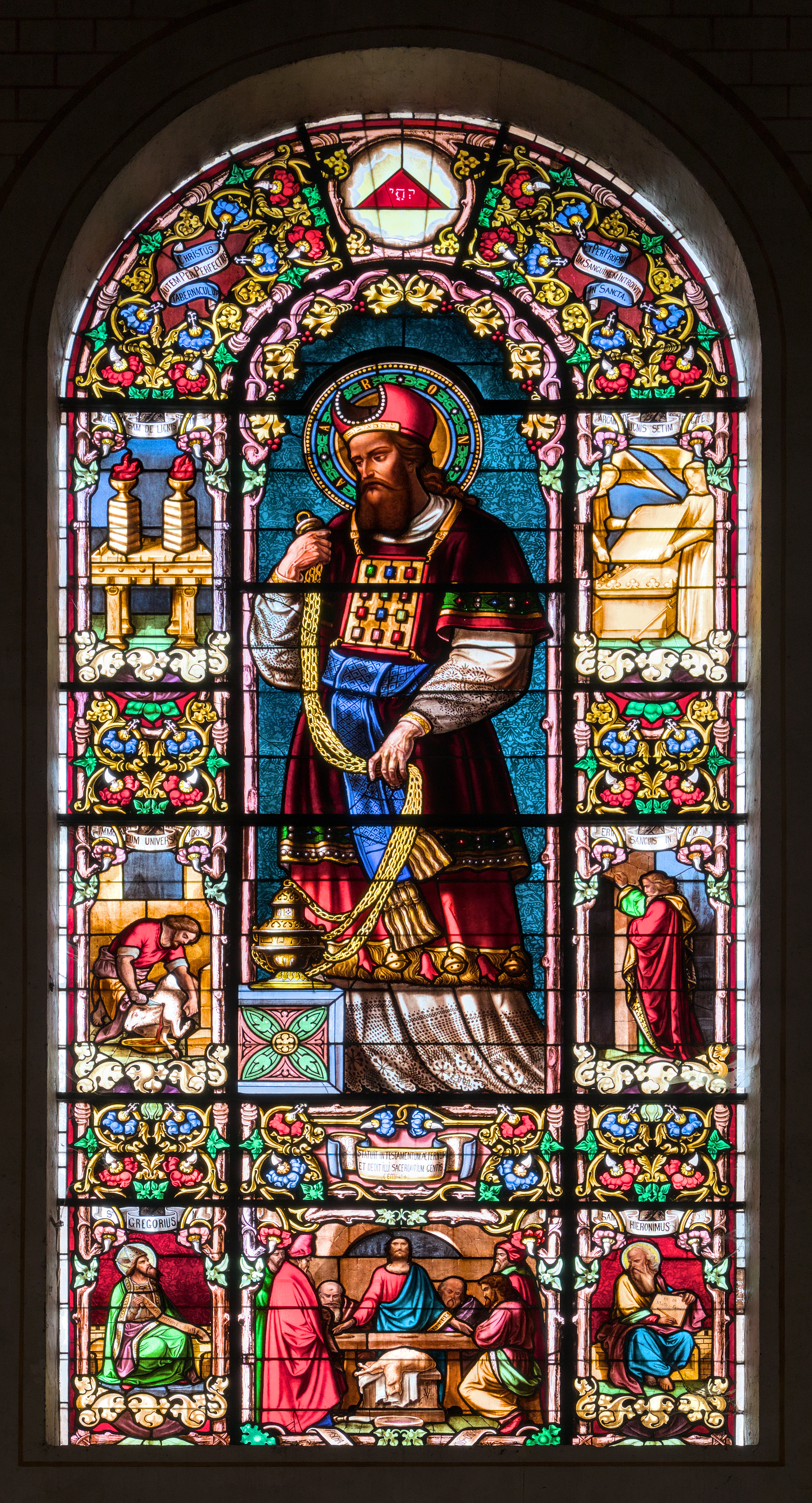
Chœur : Le grand prêtre Aaron (baie no 4)
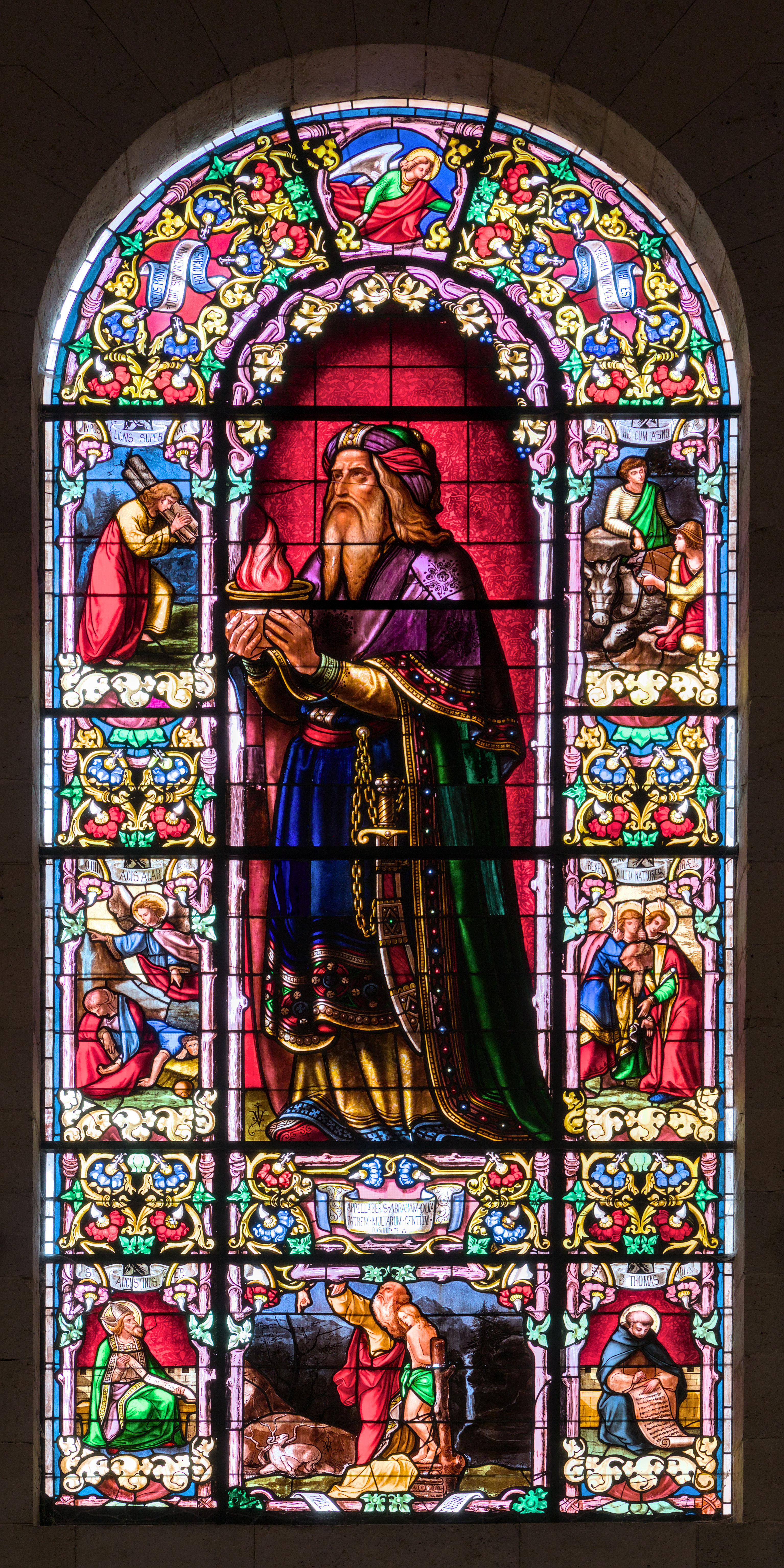
Nef: Abraham (baie no 16)
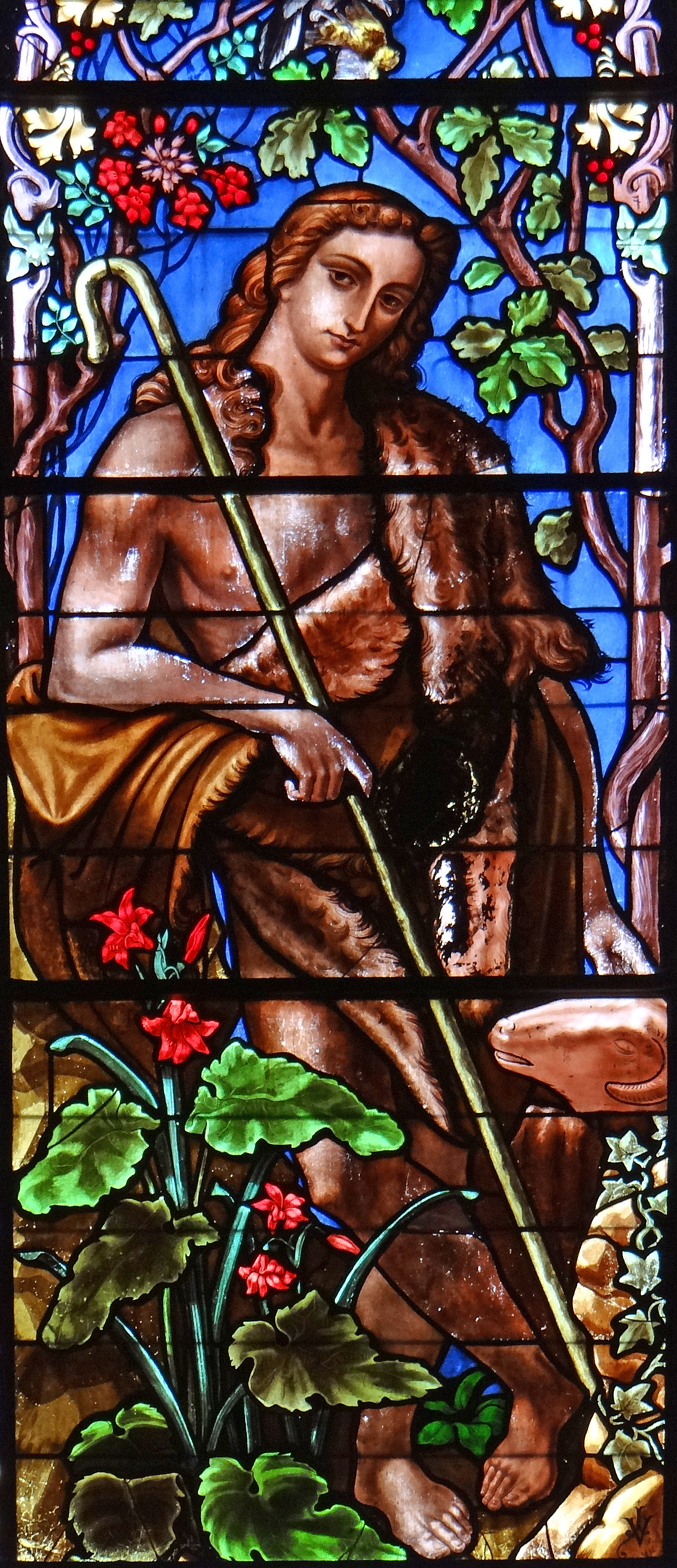
Nef : Abel, détail (baie no 17)
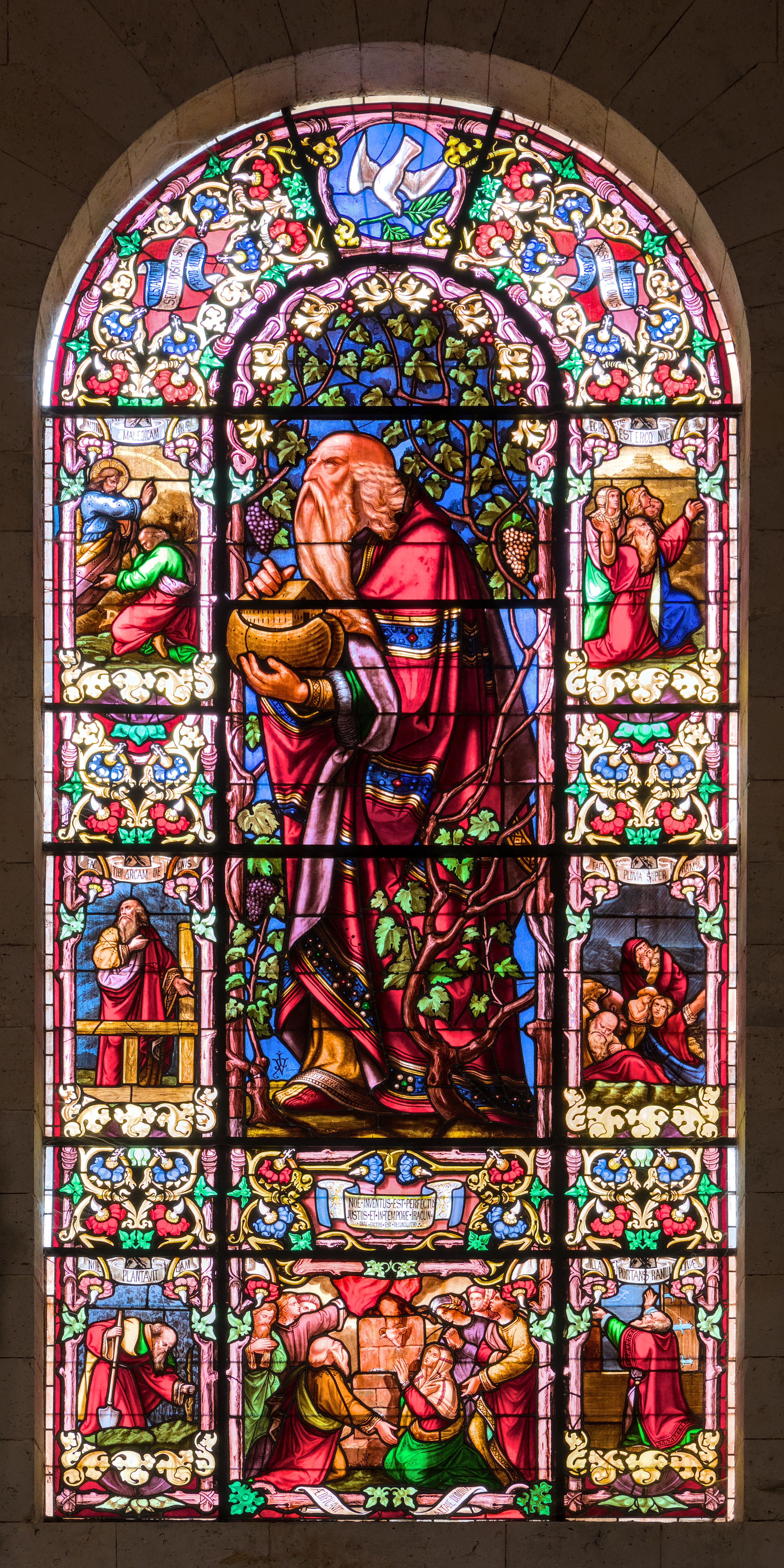
Nef: Noé (baie no 18)
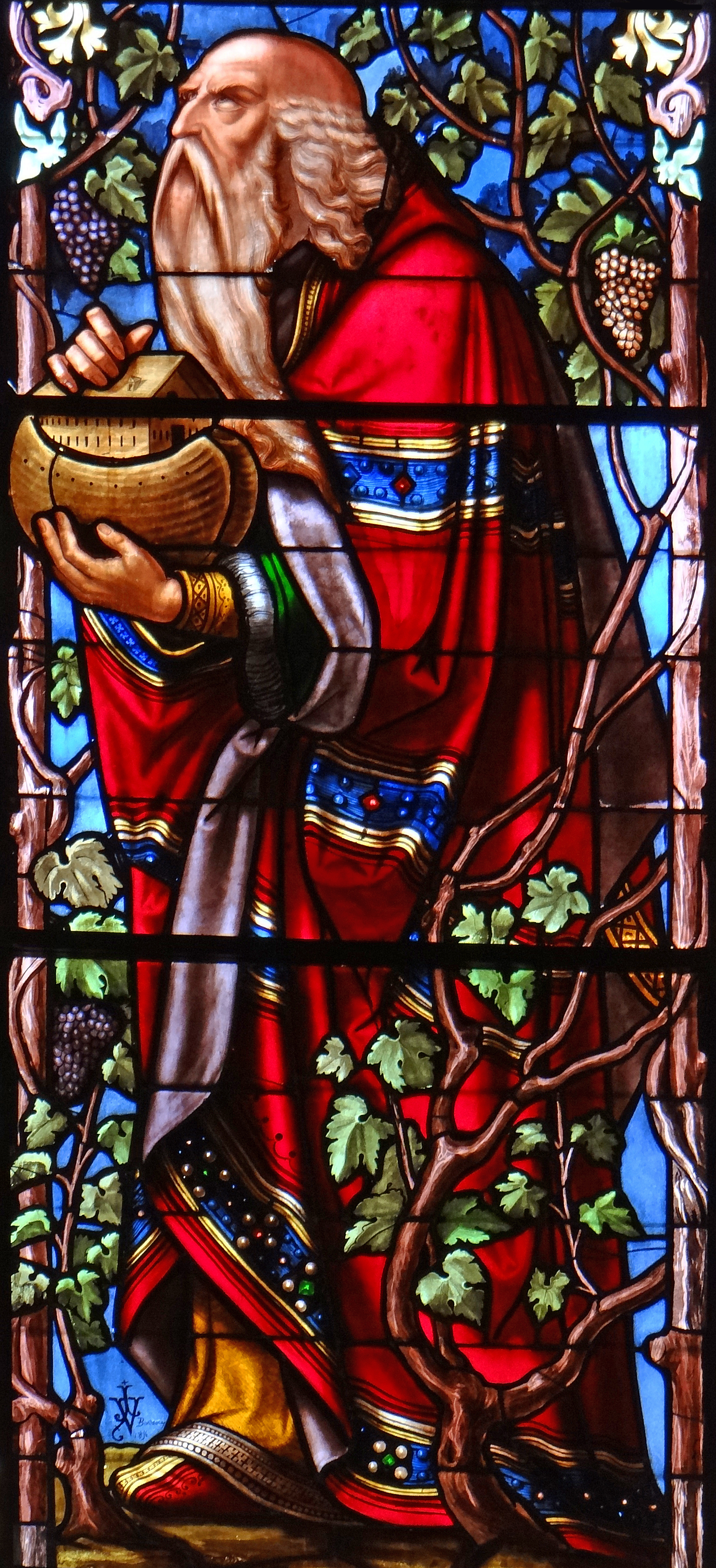
Nef : Noé, détail (baie no 18)
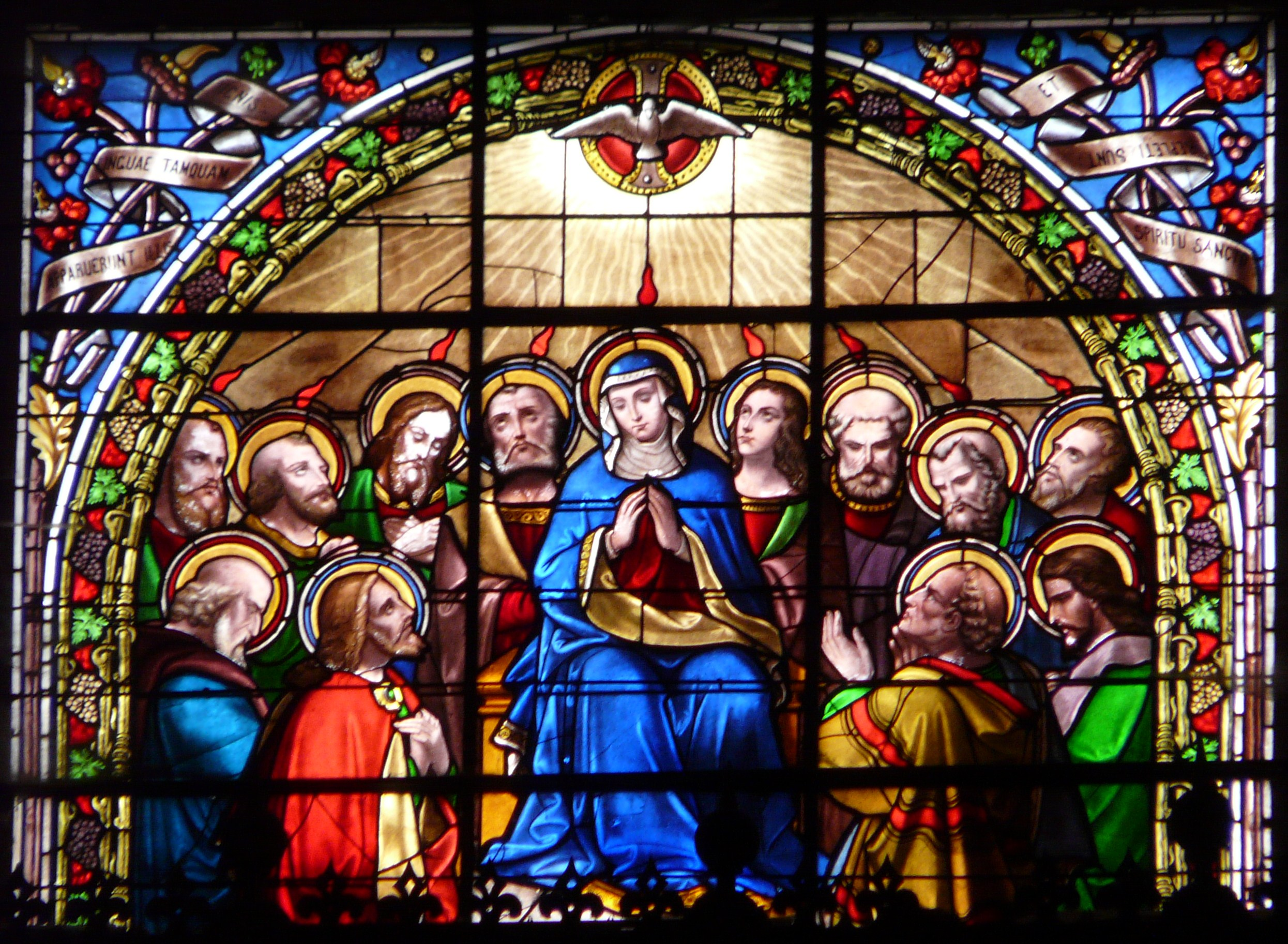
Tribune : Vitrail de la Pentecôte (baie no 19)

Les vitraux ont été restaurés en 2002-2004, avec dépose des panneaux, nettoyage et remise au plomb.

## Orgue

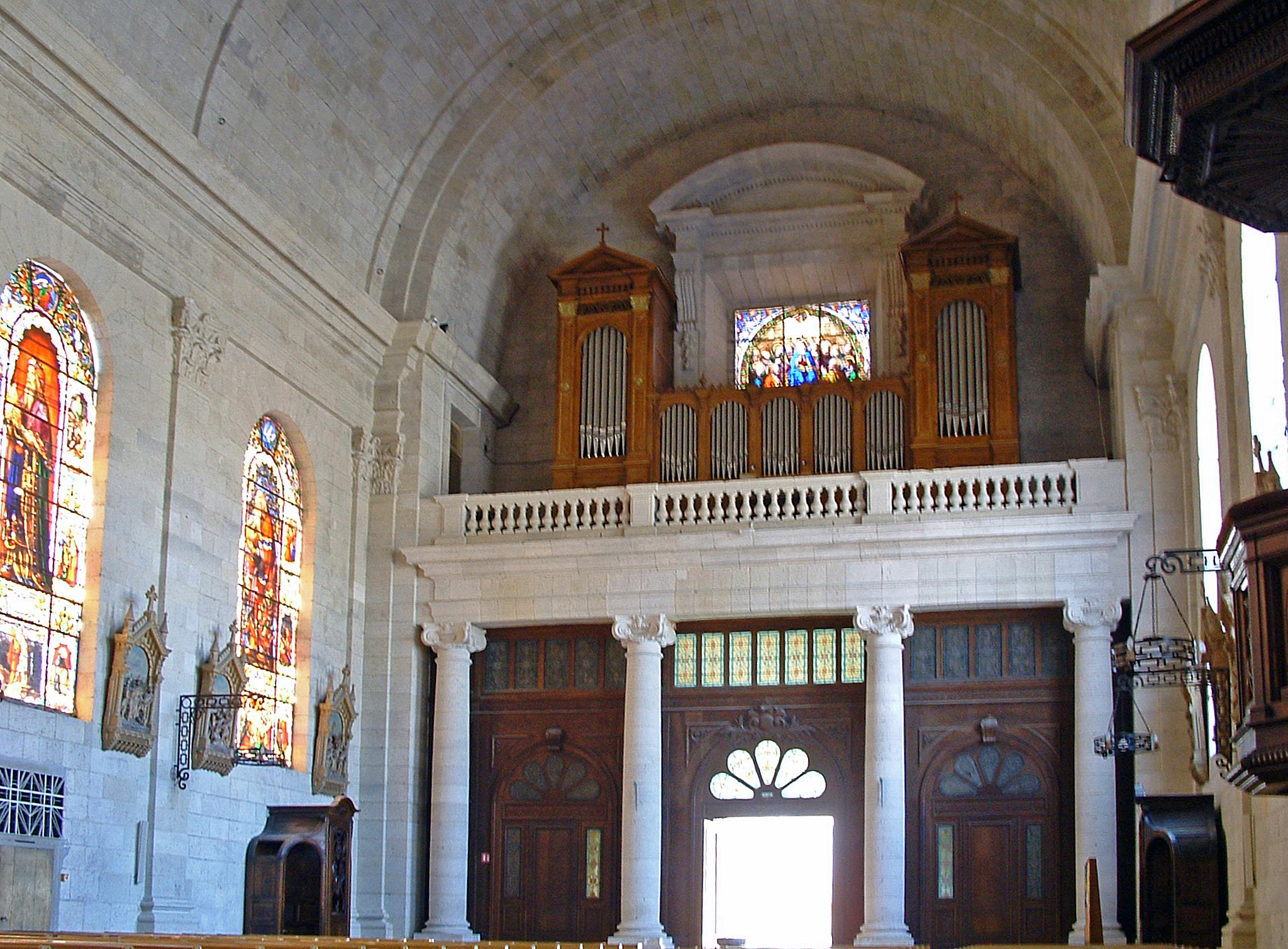
La tribune et l'orgue Magen

L'église possède un orgue construit vers 1852 par le facteur d'orgues Jules Barthélémy Magen (1818-1882), d'Agen, élève d'Aristide Cavaillé-Coll. Il est complété en 1862 par addition de nouveaux jeux et modification de la façade.
Il est relevé en 1932 puis 1952 par le facteur d'orgues Maurice Puget et restauré en 1983 par le facteur d'orgues Alain Leclère.
Le compositeur Louis Raffy y a été organiste.